# 耦耕镇
耦耕镇是中国江苏省盐城市射阳县歷史上下辖的一个镇。2011年併入合德鎮。

## 行政区划
耦耕镇下辖以下行政区：
下圩居委会、兴耦居委会、三角镇居委会、耦耕堂村、闸东村、友爱村、蒲港村、其林村、新西村、边港村